# Palazzo Pisani Moretta

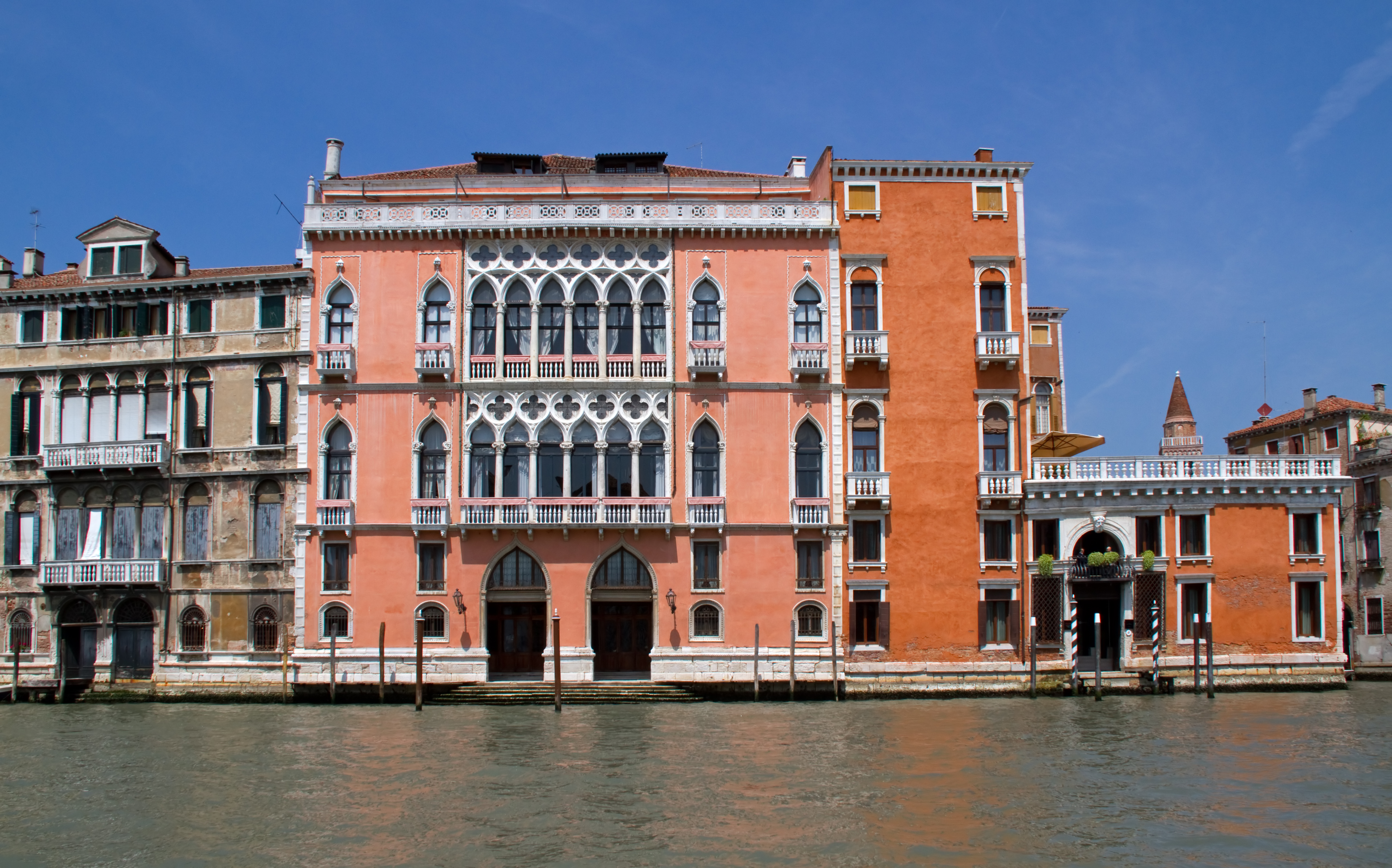
Der Palazzo Pisani Moretta

Der Palazzo Pisani Moretta ist ein Palast im venezianischen Sestiere San Polo. Er befindet sich unterhalb der Einmündung des Rio San Polo in den Canal Grande, stammt aus dem späten 15. Jahrhundert, wurde jedoch barock und neoklassisch umgebaut. Er weist mit seiner Schauseite auf den Canal und steht zwischen dem Palazzo Barbarigo della Terrazza und dem Palazzo Tiepolo.

## Geschichte

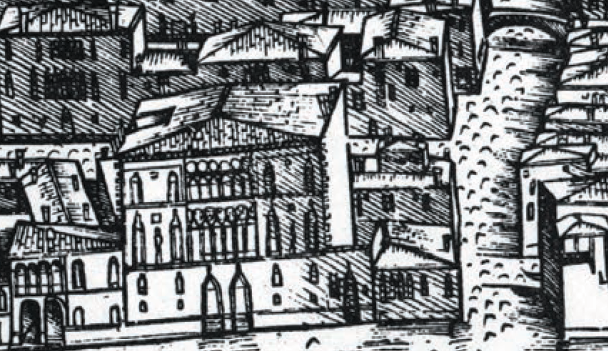
Der Palazzo um 1500 im Plan des Jacopo de’ Barbari

Den Palast ließ im 15. Jahrhundert die Familie Bembo errichten. 1596 errichteten die Eigentümer des nördlich angrenzenden Palazzo Barbarigo della Terrazza einen langen Flügel an der Nordwand des Palastes. 1629 ging der Bembo-Palast an einen Zweig der Familie Pisani. Der Name Pisani Moretta geht auf die Verballhornung des Namens des Ahnherrn der Familie Almorò Pisani zurück. 1737 wurde er nach dem Tod des Francesco Pisani Moretta, des letzten männlichen Erben der Familie, an die Tochter Chiara vererbt. Diese heiratete wiederum einen Angehörigen der Familie Pisani dal Banco. Sie ließ die externe Treppe abtragen und einen Salon durch Andrea Tirali bauen. Zudem ließ sie die Innenausstattung durch die bedeutendsten Maler ihrer Zeit vornehmen.
Vettor, ihr Sohn, heiratete die Bürgerliche Teresa Dalla Vedova, mit der er den gemeinsamen Sohn Pietro zeugte, der jedoch vom Vater nicht legitimiert wurde. Giovanni Filippo Barbarigo (1773–1843), einziger Erbe des nachbarlichen Palazzos, heiratete 1793 Chiara Maria Pisani Moretta (1773–1840), die Erbin des Palazzo Pisani Moretta. Wahrscheinlich wohnte das Paar im zweiten Geschoss, was erklären würde, warum Chiara durch väterliche Erbschaft einen Flügel im zweiten Geschoss des Palazzo Pisani Moretta erhielt und diesen durch einen Übergang über die Calle Corner mit dem Palazzo Barbarigo della Terrazza baulich verbinden ließ. Alvise Barbarigo ließ im März 1793 den Architekten Gian Antonio Selva einen kleinen Erker über dem Ramo Barbarigo ausführen, dessen Außenseite sich auf die Mauer des Pisani-Moretta-Palastes stützt. So wurden die beiden Bauwerke zunehmend miteinander verschränkt.
Der erbenlose Witwer und letzte Vertreter seines Familienzweiges setzte 1843 seinen Cousin Nicolò Antonio Giustinian da San Pantalon zum Erben ein. Pietro klagte hingegen den Besitz und den Titel eines Conte mit Erfolg ein. Er starb jedoch bereits 1847. Die Erbin, eine Tochter, heiratete Giusti del Giardino. 1962 kam der Palazzo an die Familie Sammartini. Sie ist bis heute im Besitz des Palastes, der vor allem während des Karnevals, aber auch für Festivitäten und Kongresse vermietet wird.

## Beschreibung

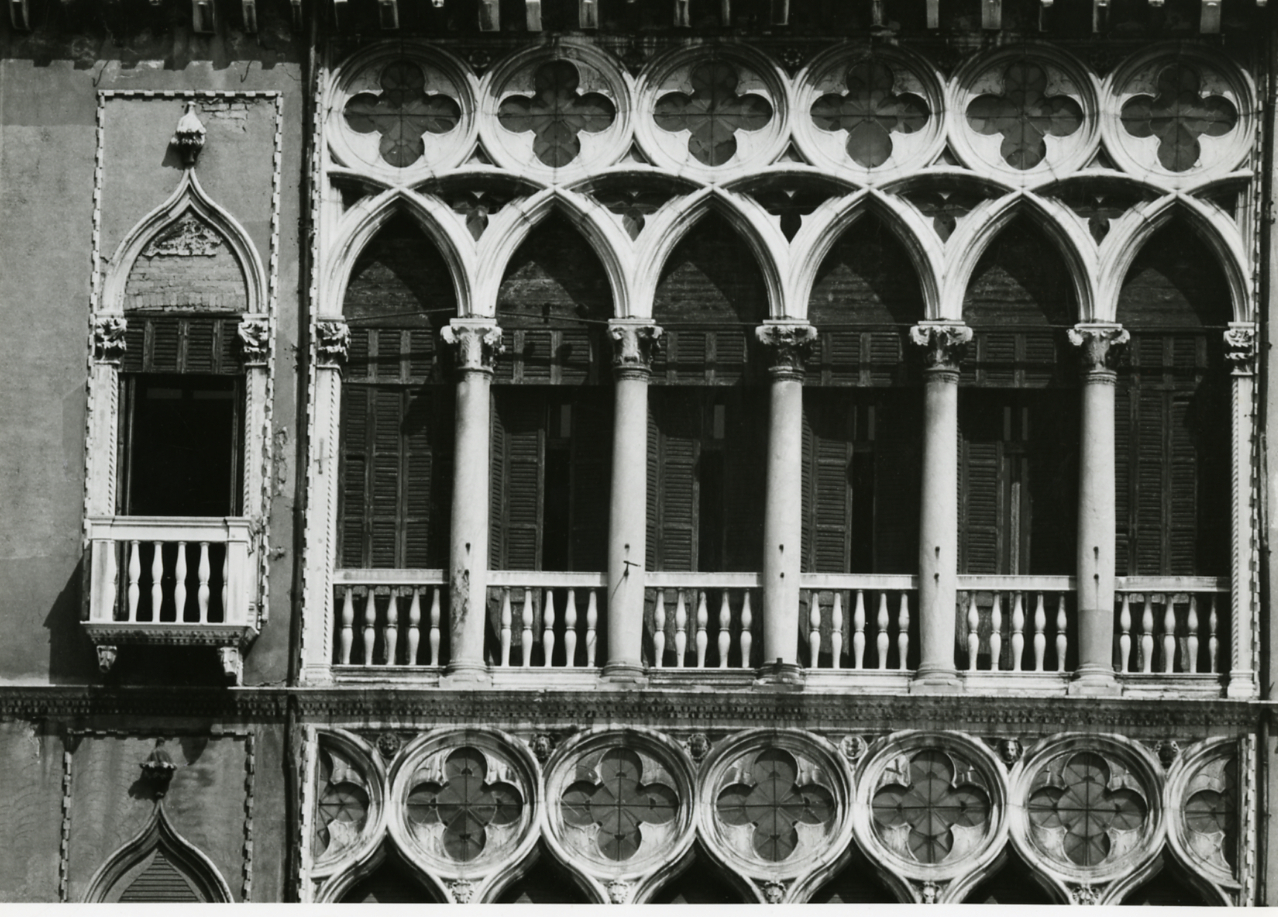
Foto von Paolo Monti, 1969

Die Fassade des Palastes repräsentiert die venezianische Gotik in manieristischer Form (fiorito). Der piano terra mit den Land- und Wasser-Pforten trägt das Mezzaningeschoss, darüber erheben sich die piani nobili. Sieht man vom Palazzo Cavalli-Franchetti, so besitzt nur Pisani Moretta im zweiten piano nobile eine sechsteilige Loggia, bei der die Vierpässe des Maßwerks über durch Halbkreisbogen gebildete Spitzbogen gestellt sind.

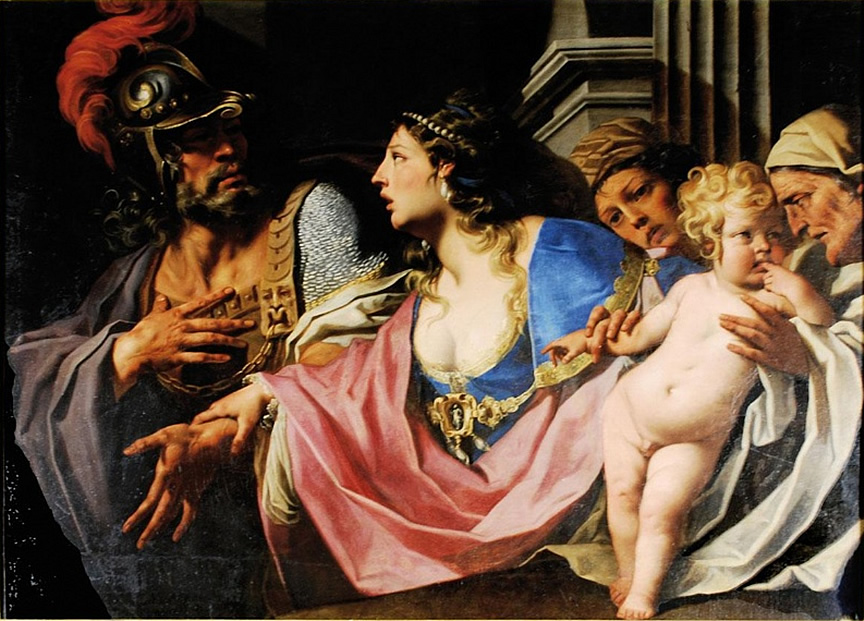
Commiato di Ettore da Andromaca von Luca Ferrari (1605–1654)

Die Innenräume sind barock und neoklassisch gehalten und gehen überwiegend auf das 18. Jahrhundert zurück. Im Zuge des Umbaus der Zeit um 1770 wurde die gotische Freitreppe im hinter dem Bauwerk gelegenen Innenhof entfernt, die ursprünglich über zwei Zwischenpodeste in den zweiten piano nobile führte. Der Palazzo wurde darüber hinaus um eine Dachterrasse erweitert sowie ein zusätzliches Dachgeschoss.
Der primo piano nobile ist um einen 24 m langen portego erbaut, der mit Fresken von Jacopo Guarana (1720–1808) ausgestattet ist, darunter Luce che sconfigge le tenebre und Apollo con le ore del mattino. In zweien der Nebensäle finden sich Werke von Giambattista Tiepolo (L'incontro tra Venere e Marte, 1743) und Pietro Longhi. Der secondo piano nobile birgt den heutigen Ballsaal. Ursprünglich befanden sich dort auch Werke von Giuseppe Angeli, Gaspare Diziani, Giambattista Piazzetta und Costantino Cedini.
Der Landzugang verbindet das Gebäude mit dem Ramo Pisani e Barbarigo, einer schmalen Gasse, die für Fußgänger auch den Zugang zum Barbarigo-Palast bietet.